# Промінь (Мелітопольський район)
Про́мінь — село в Україні, у Мелітопольському районі Запорізької області. Входить до складу Терпіннівської сільської громади. Населення становить 435 осіб.

## Географія
Село Промінь знаходиться на лівому березі річки Юшанли, вище за течією на відстані 0,5 км розташоване село Широкий Лан, нижче за течією на відстані 1 км розташоване село Берегове, на протилежному березі — село Привільне.

## Історія
За даними на 1947 хутір Промінь входив до складу Новопилипівської сільської ради Нововасилівського району. В 1962 році Нововасилівський район був розформований, і Промінь перейшов у підпорядкування Мелітопольського району. В 1979 році село Промінь вже входило до складу Ясненської сільської ради. Однак в 1986 році центр сільської ради з Ясного був перенесений в Промінь, і рада став іменуватися Промінівською.
У 1999 році земля КСП «Промінь» була розпайована, і працівники колгоспу отримали земельні паї. 25 гектарів землі було залишено в запасі і держрезерві. Через ці землі в 2007 році виник конфлікт між ПП «Могутній» з Ясного, яке в той момент орендувало і обробляло землю, і 120 жителями Промінівської сільради, які добивалися розпаювання землі.
До 2020 року орган місцевого самоврядування - Промінівська сільська рада.
22 червня 2023 року рішенням Національної комісії зі стандартів державної мови віднесено до списку населених пунктів, які «можуть не відповідати лексичним нормам української мови», зокрема стосуватися «російської імперської чи колоніальної політики». Громаді рекомендовано обґрунтувати доцільність збереження поточної назви або запропонувати нову назву в установленому законодавством порядку.

## Населення

### Мова
Розподіл населення за рідною мовою за даними перепису 2001 року:
| Мова       | Кількість | Відсоток |
| ---------- | --------- | -------- |
| російська  | 381       | 87.59%   |
| українська | 54        | 12.41%   |
| Усього     | 435       | 100%     |

## Об'єкти соціальної сфери
- Школа.[7]
- Будинок культури.
- Фельдшерсько-акушерський пункт.

## Пам'ятки
У села зростає величний 80-річний дуб висотою 22 м. В 1979 році дуб був оголошений пам'яткою природи.